# دختر بد (ترانه)
«دخترِ بد» (انگلیسی: Bad Girl) تک‌آهنگی از خوانندهٔ آمریکایی لاتویا جکسون است. این آهنگ، آهنگ اصلی آلبوم دخترِ بد او در سال ۱۹۸۹ بود.